# Metal Gear Solid: The Twin Snakes
Metal Gear Solid: The Twin Snakes (メタルギアソリッド ザ・ツインスネークス Metaru Gia Soriddo Za Tsuin Sunēkusu) là một game hành động phiêu lưu lén lút do hãng Silicon Knights phát triển và được Konami phát hành cho hệ máy console Nintendo GameCube vào tháng 3 năm 2004. Trò chơi này là một bản làm lại của Metal Gear Solid mà lúc đầu do Konami phát triển dành cho PlayStation vào năm 1998.
The Twin Snakes có thêm thắt những cải tiến về mặt đồ họa hơn so với bản gốc, những đoạn phim cắt cảnh được dàn dựng và đạo diễn bởi Ryuhei Kitamura, và các chức năng lối chơi nguyên thủy vẫn được dùng trong phần tiếp theo Metal Gear Solid 2: Sons of Liberty. Trò chơi cũng bao gồm một bản dịch tái chỉnh sửa với phần lồng tiếng được thu âm lại bằng cách dùng tất cả dàn diễn viên lồng tiếng Anh trong bản gốc.

## Lối chơi
Đối với The Twin Snakes, lối chơi của Metal Gear Solid' đã được sửa đổi để cho giống với lối chơi của Metal Gear Solid 2. Trong khi tất cả khu vực và binh lính cũ đều được giữ nguyên, nhà sản xuất đã bổ sung thêm những cách thức chiến đấu mới cho người chơi, chẳng hạn như khả năng ngắm bắn dưới góc nhìn thứ nhất. AI của máy cũng được cải thiện, tạo cho quân địch khả năng giao tiếp với nhau và phát hiện người chơi một cách thông minh hơn bằng khả năng phán đoán qua tầm nhìn và tiếng động được nâng cao

## Phát triển
The Twin Snakes lần đầu tiên được công bố vào năm 2003 bởi hãng Nintendo của Mỹ, khẳng định rằng Silicon Knights đang trong quá trình phát triển dưới sự hướng dẫn của cha đẻ Metal Gear Hideo Kojima và cha đẻ Mario Shigeru Miyamoto. Mặc dù The Twin Snakes phần lớn đều được phát triển tại Silicon Knights. Ryuhei Kitamura đã đạo diễn nhiều cảnh quay trong khi Silicon Knights đưa chúng vào game để trông giống với những khúc phim trong bản Metal Gear Solid gốc, thế nhưng qua một lần kiểm tra Hideo Kojima đã yêu cầu Kitamura chỉnh sửa chúng theo đúng phong cách hành động nổi tiếng của ông. Nhiệm vụ thành phần của trò chơi được chia thành: một số đoạn nhạc trong game được xử lý bởi Steve Henifin và đội ngũ soạn nhạc của Silicon Knights, trong khi phần nhạc còn lại (giao diện trong game và đoạn phim cắt cảnh) do đội ngũ âm nhạc của Konami thực hiện, bao gồm cả đồng soạn nhạc Metal Gear Solid 2 Norihiko Hibino.

### Lồng tiếng
Phần lồng tiếng đã được thu âm lại với dàn diễn viên ban đầu từ Metal Gear Solid, ngoại trừ vai của Gray Fox. David Hayter, lồng tiếng cho Solid Snake, đã thuyết phục Konami phải đưa đội ngũ lồng tiếng cũ lập lại vai diễn của họ. Lý do chính của việc tái ghi âm, theo một cuộc phỏng vấn với Hayter, là vì chất lượng âm thanh được nâng cao mà GameCube thu nhận để chọn lấy tiếng ồn bên ngoài từ các bản ghi âm gốc khó mà nghe được trong phiên bản PlayStation. Trong bản game gốc, Gray Fox và Donald Anderson đều được lồng tiếng bởi Greg Eagles. Tuy nhiên, trong The Twin Snakes, Greg Eagles chỉ lồng tiếng có mỗi Anderson, trong lúc Gray Fox thì do Rob Paulsen lồng tiếng. Phần lồng tiếng được tu chỉnh từng được sử dụng trong Metal Gear Solid 4 theo sự hồi tưởng về quá khứ của Snake khi phần giọng nói bằng tiếng Anh được sử dụng trong bản game gốc đã không được ghi lại trong một phòng thu âm. Ngoài ra, cả Mei Ling và Naomi Hunter đều nói tiếng Anh giọng Mỹ trong The Twin Snakes và Metal Gear Solid 4, trong khi ở bản Metal Gear Solid gốc, họ nói bằng giọng Trung Quốc và Anh.
| Diễn viên lồng tiếng | Nhân vật                        |
| -------------------- | ------------------------------- |
| David Hayter         | Solid Snake                     |
| Cam Clarke           | Liquid Snake                    |
| Debi Mae West        | Meryl Silverburgh               |
| Jennifer Hale        | Naomi Hunter                    |
| Christopher Randolph | Hal "Otacon" Emmerich           |
| Paul Eiding          | Roy Campbell                    |
| Kim Mai Guest        | Mei Ling                        |
| Rob Paulsen          | Gray Fox                        |
| Renee Raudman        | Nastasha Romanenko              |
| Patric Zimmerman     | Revolver Ocelot                 |
| Peter Lurie          | Vulcan Raven                    |
| Doug Stone           | Psycho Mantis                   |
| Tasia Valenza        | Sniper Wolf Máy tính lồng tiếng |
| Greg Eagles          | Donald Anderson                 |
| Allan Lurie          | Kenneth Baker                   |
| William H. Bassett   | Jim Houseman                    |
| Dean Scofield        | Johnny Sasaki                   |

## Phát hành
The Twin Snakes được phát hành vào ngày 9 tháng 3 năm 2004 ở Bắc Mỹ. Lúc đầu game dự tính được phát hành vào tháng 11 năm 2003, nhưng bị dời lại, cùng với các phiên bản khác. Ngày phát hành ở châu Âu cũng bị lùi lại trong vài tuần. Tại Nhật Bản The Twin Snakes được phát hành vào ngày 11 tháng 3 kèm theo gói Premium Package độc quyền. Hộp bao gồm một bản game chính; một máy GameCube màu bạch kim được trang trí logo FOXHOUND; một quyển sách 44 trang nhan đề Memorandum có chứa các ghi chú sản xuất, phác họa và hình ảnh; và một đĩa GameCube gọi là "Special Disc" chứa một phiên bản mô phỏng bản Metal Gear gốc trên Family Computer và cuốn hướng dẫn của The Twin Snakes.

## Đón nhận
Giống như bản gốc Metal Gear Solid, đã nhận được đánh giá xuất sắc từ giới phê bình, The Twin Snakes còn nhận được số điểm 85.58% và 85/100 từ GameRankings và Metacritic,. IGN chấm cho The Twin Snakes số điểm 8.5/10, ca ngợi đồ họa vượt trội của nó và so sánh sự trình diễn những cảnh phim đầy kịch tính. GameSpot cho số điểm 8.2/10 hoặc "Tuyệt vời" dựa trên quy mô của game, Eurogamer xếp loại The Twin Snakes là 8/10 và Gaming Age thì sắp hạng "A-". Tạp chí game của Mỹ Game Informer cho The Twin Snakes số điểm 9.25/10, biểu dương lối chơi và đồ họa được cải tiến của nó, và còn kể lại một cách thành thật về cốt truyện nguyên gốc của Metal Gear Solid.
Dù nhận được đánh giá chung có phần thuận lợi, The Twin Snakes cũng phải hứng chịu sự chỉ trích. Theo GamePro, game có một "suy giảm tốc độ khung hình và những vụ giảm tốc xảy ra khi quá nhiều hoạt động chèn ép màn hình." Các yếu tố trong lối chơi mới từ MGS2 cũng bị chỉ trích là không cần thiết, như việc thiết kế màn chơi hầu như không thay đổi từ MGS1, và thậm chí "hủy hoại sự thử thách... và hoàn toàn làm hỏng ít nhất một trận đấu trùm."